# 1365 Henyey
1365 Henyey је астероид главног астероидног појаса са средњом удаљеношћу од Сунца која износи 2,248 астрономских јединица (АЈ).
Апсолутна магнитуда астероида је 11,7 а геометријски албедо 0,066.